# Бекко
Бекко (итал. Lago Becco, Lago Pian del Becco) — водохранилище на севере Италии. Располагается в верхней части долины Валь-Брембана у подножья горы Пиццо-дель-Бекко на территории коммуны Бранци в провинции Бергамо административного региона Ломбардия. Ближайший населённый пункт — Карона.
Плотина была построена с 1923 по 1925 годы на одном из притоков реки Брембо и является самой маленькой из плотин созданных в бассейне реки. Площадь водохранилища — 34 000 м². Объем, образуемого плотиной, водоёма составляет 230000 м³.